# Anisogammarus subcarinatus
Anisogammarus subcarinatus är en kräftdjursart. Anisogammarus subcarinatus ingår i släktet Anisogammarus och familjen Anisogammaridae. Inga underarter finns listade i Catalogue of Life.